# Friesodielsia fornicata
Friesodielsia fornicata là loài thực vật có hoa thuộc họ Na. Loài này được (Roxb.) D.Das mô tả khoa học đầu tiên năm 1963.